# Niels Bugges Kro
Niels Bugges Kro er en dansk kro og restaurant, som ligger smukt ved Hald Sø og Dollerup Bakker. Den nuværende krobygning blev opført i 1872, og rummer fem hotelværelser samt én restaurant. Kroen er navngivet efter Niels Bugge.

## Historie
Hald Hovedgårds ejer, kammerherre Frederich Schinkel, opførte efter alt at dømme en vandmølle i årene omkring år 1790 ved den bæk, som gennemstrømmer Troldeslugten vest for den senere kro.
Det vides ikke med sikkerhed, hvornår den første kro opstod. Dens eksistens fremgår ikke af F.A.M. Krabbes udførlige beskrivelse af Hald fra 1858, men det er tydeligt, at han har set en mulighed for stedet som et udflugtssted. Formodentlig er et beskedent traktørsted opstået kort tid efter. I 1871 beskrives det, at “I al beskedenhed kan her erholdes et tarveligt måltid”. Tidligt har traktørstedet fået navnet Bækkelund Kro, men en ny indehaver ønskede at give etablissementet lidt historisk vingesus, og i 1936 skiftede kroen navn til Niels Bugges Kro. Efterfølgende smittede kroens nye navn af på den store borgbanke ca. 150 m øst for kroen, som hidtil havde heddet Gammel Hald. Fra 1936-2019 blev borgbanken kaldt Niels Bugges Hald, men fra maj 2019 er navnet på borgbanken atter ændret tilbage til Gammel Hald, da nye arkæologiske undersøgelser havde påvist, at Gammel Hald er en aldrig færdigbygget borg fra 1250-1300, dvs. fra tiden før Niels Bugge i 1346 købte Hald, og at Niels Bugges borg i stedet findes ca. 2-3 m under borggården på Hald Slot, som ligger ca. 1 km øst for kroen.
Den nuværende krobygning blev opført i 1872 af Hald Hovedgårds ejer Frederik Krabbe, efter tegninger af arkitekt Martin Nyrop. Senere blev der opført en sydfløj, og i 1948 blev nordfløjen tilføjet Niels Bugges Kro. I dag kan man stadigvæk opleve den oprindelige møllesø bag kroen.
Ægteparret Gitte og Poul Nielsen overtog i midten af 1980'erne Niels Bugges Kro. De begyndte at ændre maden i køkkenet til det bedre. I 2014 blev kroen optaget i den svenske gastronomiguide White Guide. Denne hæder blev gentaget i både 2015 og 2016. I slutningen af 2016 blev den nyuddannede kok fra michelinrestauranten Studio at the Standard i København, Mads Emtkær Jensen, ansat som ny køkkenchef på Niels Bugges Kro. Efter samtaler med ejer Poul Nielsen, besluttede de fra starten af 2017, at køkkenet skulle ændres til et brasserie, med mad fra det franske køkken.
I marts 2018 blev Niels Bugges Kro overtaget af en investorgruppe, der blandt andre tæller erhvervsmanden Kim Krull Jørgensen. Efter flere måneders rennoveringsarbejde åbnede kroen igen i november 2018 med ny forpagter.